# Nyamutetema
Nyamutetema är ett periodiskt vattendrag i Burundi.   Det ligger i provinsen Ruyigi, i den centrala delen av landet, 120 km öster om huvudstaden Bujumbura.
I omgivningarna runt Nyamutetema växer huvudsakligen savannskog. Runt Nyamutetema är det ganska glesbefolkat, med 42 invånare per kvadratkilometer.